# حمد العیسی
حمد العیسی (انگلیسی: Hamad Al-Easa؛ زادهٔ ۹ ژانویهٔ ۱۹۷۲) بازیکن فوتبال اهل کویت بود.
از باشگاه‌هایی که در آن بازی کرده‌است می‌توان به باشگاه ورزشی التضامن کویت اشاره کرد.
وی همچنین در تیم ملی فوتبال کویت بازی کرده‌است.